# 佐久間勉
佐久間 勉（さくま つとむ、1879年9月13日 - 1910年4月15日）は、大日本帝国海軍軍人。最終階級は大尉。第六潜水艇艇長として事故で殉職し、修身科教科書にも掲載された。滋賀県三方郡前川村（現:福井県三方上中郡若狭町北前川）出身。

## 来歴
1879年9月13日に滋賀県三方郡前川村（現:福井県三方上中郡若狭町北前川）で、前川神社神官で小学校教諭だった佐久間可盛の二男として生まれる。福井県立小浜尋常中学校、攻玉社を経て、海軍省入省（海軍兵学校29期入校）。
1901年12月、海軍兵学校卒業。同期に米内光政大将（のちに内閣総理大臣）、高橋三吉大将（連合艦隊司令長官）、藤田尚徳大将（のちに明治神宮宮司を経て昭和天皇侍従長）など。
1903年、少尉に昇任、同日中に巡洋艦「吾妻」に乗り組んで日露戦争を迎えた。日本海海戦時には巡洋艦「笠置」に乗り組んでいた。日露戦争後は水雷術練習所学生として採用され、水雷母艦「韓崎」に勤務、さらに第一潜水艇艇長、第四潜水艇艇長、第一艦隊参謀、春風駆逐艦長、巡洋艦「対馬」分隊長をそれぞれ歴任して経験を積む。
1906年、川崎造船所で大日本帝国が初めて建造した第六潜水艇で森電三艇長の下で副長を務めた。
1908年、第六潜水艇艇長に昇任。
1910年4月15日、広島湾（山口県新湊沖）で半潜航訓練中に沈没して佐久間以下14人の乗組員全員が殉職した。
4月17日、艇が引き揚げられ、艇内から佐久間の遺書が発見された。内容は同年4月20日に発表されるや大きな反響を呼び、同日中に殉職した乗組員14人全員の海軍公葬が海軍基地で執り行われた。同年4月26日には、佐久間の葬儀が郷里の八村（旧 前川村）の前川神社で村葬として執行された。

### 第六潜水艇沈没と遺書

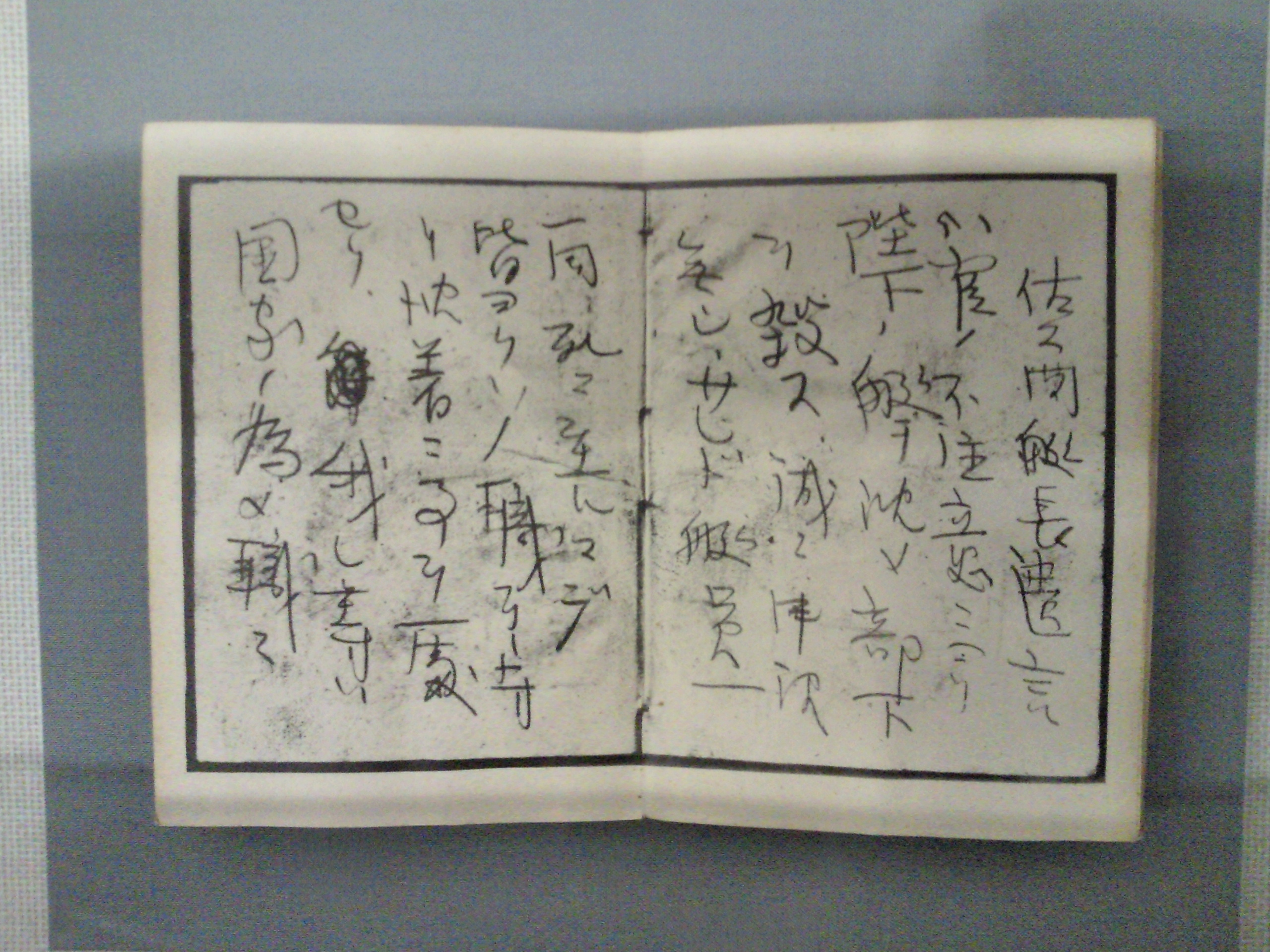
後に水交社から写真版で出版された佐久間艇長の遺書

「ガソリン潜航」の実験中、第六潜水艇は沈没、乗組員14人全員が殉職した。
殉職した乗組員は、ほぼ全員が自身の持ち場を離れずに死亡しており、持ち場以外にいた乗組員も修繕に力を尽くしていた。佐久間自身は、艇内にガスが充満して死期が迫る中、潜望鏡より入る微かな光の中で小さな手帳に、明治天皇に艇の喪失と部下の死を謝罪し、続いてこの事故が潜水艇発展の妨げにならないことを願い、事故原因の分析を記した後、次のような遺言を書いた。
```
謹ンデ陛下ニ白ス
我部下ノ遺族ヲシテ窮スルモノ無カラシメ給ハラン事ヲ
我念頭ニ懸ルモノ之レアルノミ
```

その後、「左ノ諸君ニ宜敷」と斎藤実をはじめとする当時の上級幹部・知人の名を記し、12時30分の自身の状態を、そして「12時40分ナリ」と記して絶命した。佐久間が記した遺書は39ページにも及ぶ長いものだった。佐久間の上着のポケットから見つかり、沈没した艇が引き上げられた後に発表された遺書は、当時の国内外で大きな反響を呼んだ。国外（主にヨーロッパ）では同様の事故の折、脱出しようとした乗組員が出入口に殺到し、乗組員同士で殺し合うなどの悲惨な事態が発生していた。それゆえ、出入口へ殺到せずに最期まで修繕しようとしていた佐久間および乗組員の姿は大きな感銘を与え、各国から多数の弔電が届いた。
国内では長らく修身の教科書に「沈勇」と題して掲載されていたほか、夏目漱石は事故の同年に発表した「文芸とヒロイツク」 において、佐久間の遺書とその死について言及していた。
今日でも佐久間の命日である4月15日には、出身地の若狭町の佐久間記念交流会館で遺徳顕彰祭が行われている。海上自衛隊舞鶴地方隊舞鶴音楽隊による演奏や、イギリス大使館付武官によるスピーチが行われている。同様に呉市の鯛乃宮神社境内の第六号潜水艇殉難之碑（艇の部品が保存されている）、前日の14日には岩国市の第六潜水艇殉難者記念碑でも慰霊の式が行われている。

## 栄典
位階
- 1903年4月10日 - 正八位[3]
- 1904年8月30日 - 従七位[4]
- 1906年11月30日 - 正七位[5]

勲章等
- 1906年（明治39年）4月1日 - 功五級金鵄勲章・勲五等双光旭日章・明治三十七八年従軍記章[6]